# Proechimys oconnelli
Proechimys oconnelli is een zoogdier uit de familie van de stekelratten (Echimyidae). De wetenschappelijke naam van de soort werd voor het eerst geldig gepubliceerd door J.A. Allen in 1913.

## Voorkomen
De soort komt voor in Colombia.